# Ретроградно и директно кретање
Ретроградно кретање је врста кретања тела у свемиру. Под ретроградним (лат. ретро — „унатраг”, градус — „корак”) кретањем подразумева се орбитално кретање тела, као и привидно кретање тела на небу, у смеру супротном од кретања осталих тела у систему.
У Сунчевом систему већина тела се креће на исти начин: већина планета се окреће око Сунца у смеру обрнутом од казаљке на сату, гледано из смера звезде северњаче, тј. у директном смеру. Већина планета се на исти начин врти око властите осе. Исто важи и за орбитална кретања већине природних сателита.
За изузетке који одступају од описаног каже се да се крећу ретроградно. Венера и Уран окрећу се око своје осе у смеру казаљке на сату. Неколико мањих сателита који у смеру казаљке на сату обилазе око матичних планета називају се ретроградним сателитима. Ретроградне орбите налазе се и међу кометама и астероидима.
Такође, услед кретања и Земље и планете, све планете, када се посматра њихово кретање са Земље на небу, праве петље, тј. један део времена се крећу и ретроградно.